# Cebolla amarilla

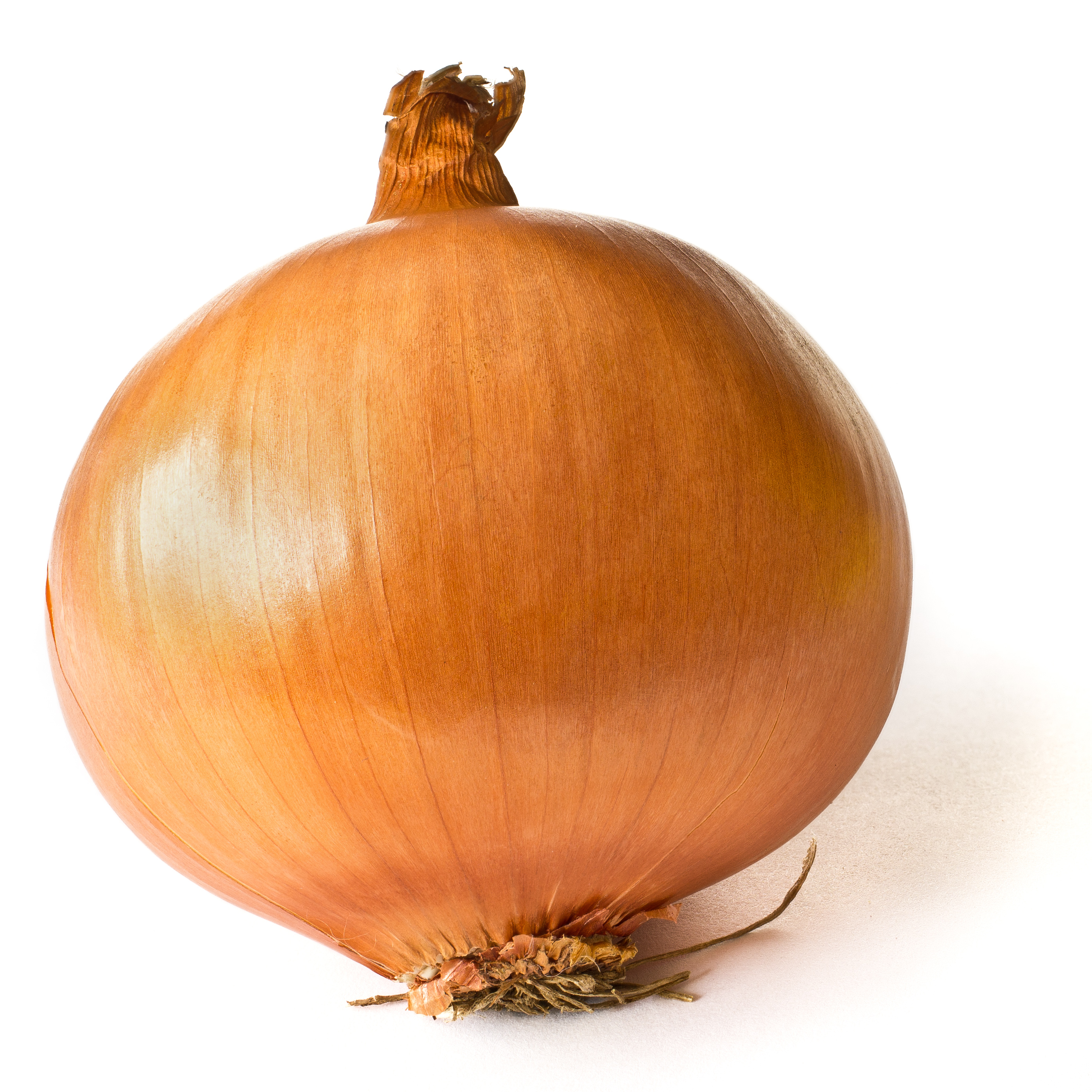
Cebolla amarilla.

La cebolla amarilla (Allium cepa L.) es una variedad de cebolla seca con un sabor fuerte. Tienen un interior blanco verdoso, amarillo claro o blanco; sus capas de piel parecida al papel tienen un color amarillo-marrón o dorado pálido.
Tiene un mayor contenido de azufre que la cebolla blanca, lo que le da un sabor más fuerte y complejo.
Se cultivan una docena de variedades de cebolla amarilla, según la época del año. Aunque varían en contenido nutricional, todas contienen quercetina (un flavonol).
Las cebollas amarillas suelen estar disponibles durante todo el año se cultivan entre la primavera y el otoño y luego se almacenan durante el resto del año. Es la cebolla más frecuente en el norte de Europa y constituye el 90% de las cebollas que se cultivan en los Estados Unidos. Deben almacenarse a temperatura ambiente fresca en un lugar oscuro. El almacenamiento a largo plazo requiere que se envuelvan en papel y se coloquen en el refrigerador. Las cebollas cortadas o peladas también deben guardarse en plástico en el refrigerador, pero solo durarán unos días.
Tienen un rico sabor a cebolla y son aptos para platos como sopa de cebolla francesa, otras sopas, guisos y estofados, platos salteados y brochetas shish kebab. Puede volverse pegajosa y dulce cuando se caramelizan.